# Golpe de Estado na Geórgia em 1991–1992
O golpe de Estado na Geórgia em 1991–1992, também conhecido como Putsch de 1991-1992, foi um conflito militar que ocorreu na recém-independente República da Geórgia após a queda da União Soviética, de 22 de dezembro de 1991 a 6 de janeiro de 1992. O golpe de Estado, uma representação violenta do caos que engolfou o Cáucaso no início da década de 1990, opôs as facções da Guarda Nacional leais ao presidente Zviad Gamsakhurdia contra várias organizações paramilitares unificadas no final de 1991 sob a liderança dos senhores da guerra Tengiz Kitovani, Jaba Ioseliani e Tengiz Sigua.
Decorrente de ações autoritárias empreendidas por Gamsakhurdia, os eventos terminaram com o exílio do primeiro presidente democraticamente eleito da Geórgia, após duas semanas de violentos confrontos no centro de Tbilisi, a capital georgiana. A Avenida Rustaveli, a principal via de Tbilisi, foi devastada pelo conflito, que consistiu principalmente em um cerco ao edifício do Parlamento georgiano, onde Gamsakhurdia estava isolado em um bunker.
O golpe de Estado, que somente inaugurou uma sangrenta guerra civil que durou até 1994, é amplamente considerado como um exemplo da exploração militar russa de legítimos protestos pró-democráticos em sua antiga esfera de influência. Este fato é representado principalmente pela provável intervenção do Exército Vermelho em favor das facções adversárias, ao fornecer armas para os dois lados da guerra. Após a deposição de Gamsakhurdia, um Conselho Militar, liderado por Kitovani e Ioseliani, assumiu o poder em Tbilisi e garantiu o retorno de Eduard Shevardnadze, o último ministro soviético das Relações Exteriores para entregar-lhe o poder.